# جای آلای

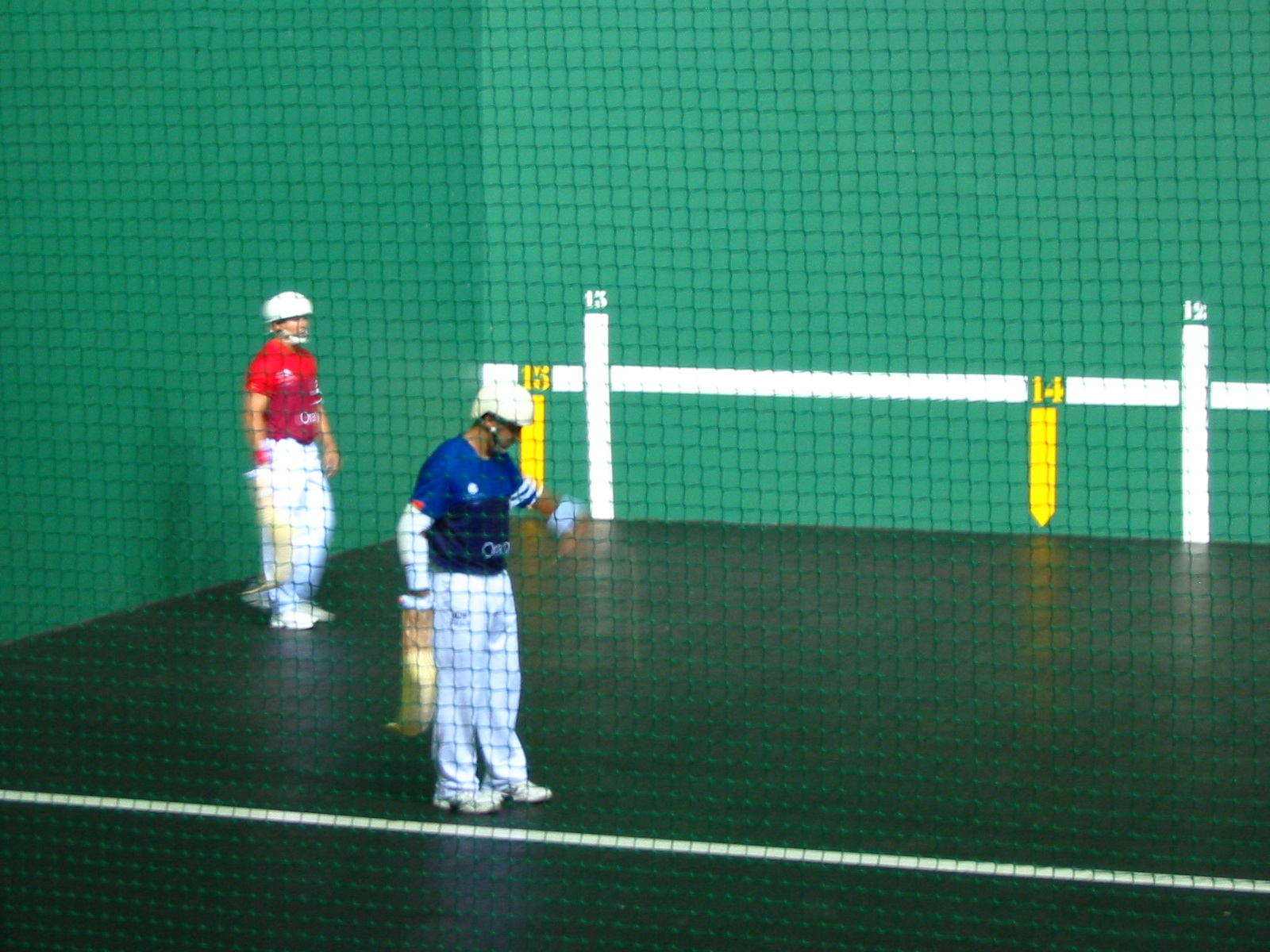
یک بازی جای آلای

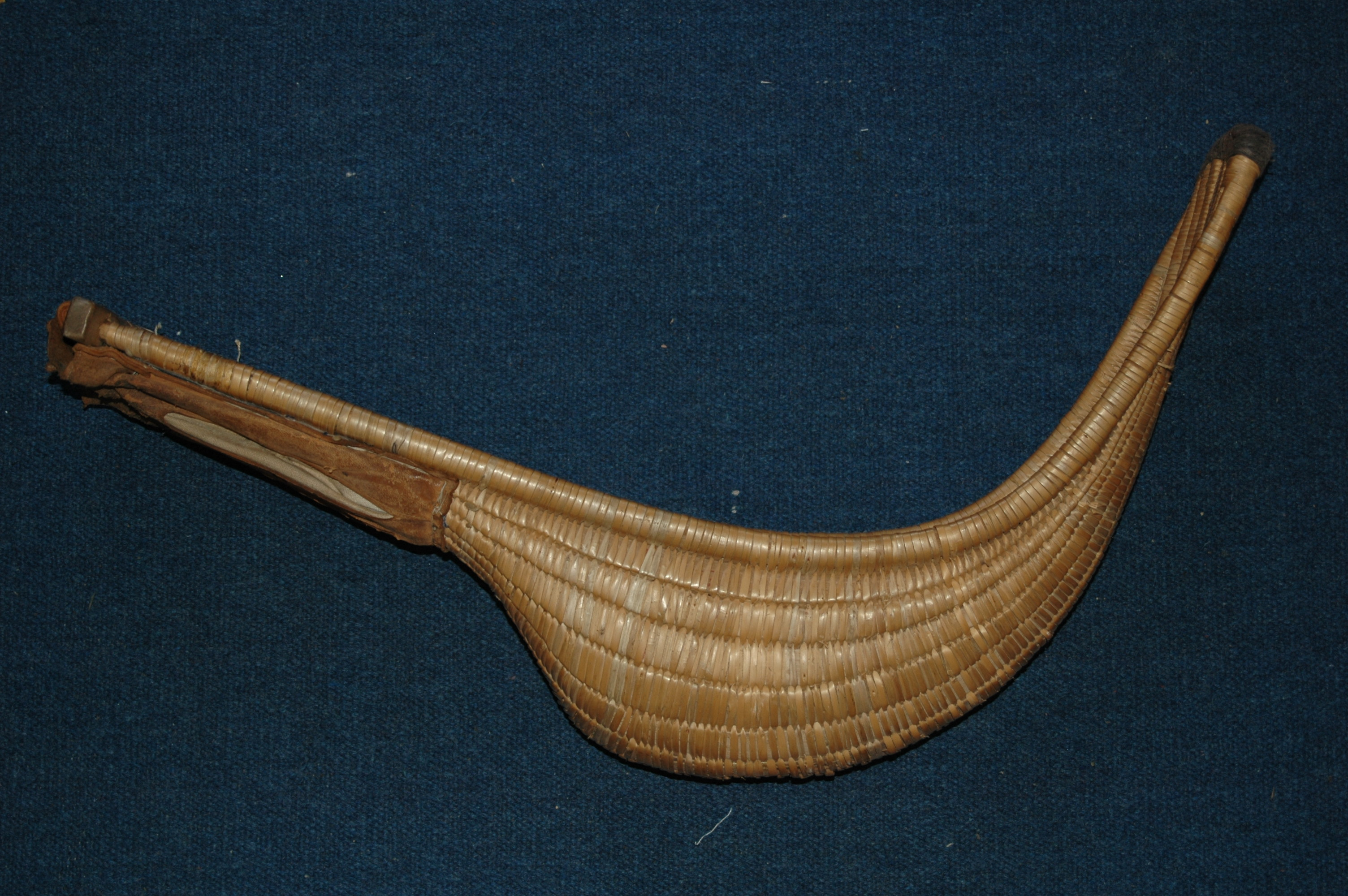
دسته ی"xistera"

جای آلای (به انگلیسی: Jai alai)ورزشی شامل یک توپ و فضایی محصور است. همچنین دسته‌ای که برای پرتاپ توپ این بازی نیاز است "xistera" را نام دارد. این ورزش در سال ۱۸۷۵ توسط "Serafin Baroja" ابداع شد.